# Novohradská brána (Třeboň)
Novohradská brána je jednou ze čtyř bran městského opevnění v Třeboni. Nachází se na jižní straně historického města (městské památkové rezervace), u Trocnovského náměstí a rybníka Svět. Pod branou vedla cesta směrem k bývalému Svinenskému předměstí.
Na rozdíl od brány Budějovické, Svinenské a Hradecké brány, které jsou součástí původního vnitřního městského opevnění je Novohradská brána součástí druhého hradebního pásu. Stojí proto až na výjezdu ze středověkého města od centrálního Masarykova náměstí za bránou Svinenskou (na Trhové Sviny a Nové Hrady). Z bezpečnostních důvodů bylo rozhodnuto umístit bránu mimo osu starší Svinenské, tedy aby nebylo možné z jedné brány ostřelovat druhou.
Byla vybudována Štěpánkem Netolickým v letech 1525 – 1527. Navazoval na ni středověký padací most s dosud stojící barokní sochou sv. Jana Nepomuckého přes dnes již zasypané rameno Zlaté stoky, tekoucí zámeckým parkem. Kladky padacího mostku jsou na bráně dodnes patrné. Mostek byl později nahrazen pevným dřevěným mostem a v roce 1832 potom mostem kamenným a po roce 1870 byl přístup zasypán. Pozoruhodný je v tomto místě i česko-německý nápis na bráně (o shodném textu), zdůrazňující význam svobodného města Třeboň (Wittingau), pod ochranou knížete Schwarzenberga. Patrová budova stojí napříč přes osu hradebního pásu a je za něj hluboce zasunuta. Přístup k bráně bylo možné ostřelovat ze střílen v obou úsecích hradby.
V renesančním přízemí brány je v současnosti otevřena značková vinotéka.